# Flughafen Nogales (Sonora)

i8
i11
i13
Der Flughafen Nogales (spanisch Aeropuerto Internacional de Nogales, IATA-Code: NOG, ICAO-Code: MMMG) ist ein internationaler Flughafen bei der Großstadt Nogales im Norden des Bundesstaats Sonora im Nordwesten Mexikos.

## Lage
Der Flughafen Nogales liegt bei der etwa 3 km südlich der Grenze zu den USA gelegenen mexikanischen Großstadt Nogales und etwa 1900 km (Luftlinie) nordwestlich von Mexiko-Stadt in einer Höhe von ca. 1216 m.

## Flugverbindungen
Derzeit finden keine Flüge statt.

## Passagierzahlen
Von ca. 7.500 Passagieren im Jahr 2007 ist die Gesamtzahl der Fluggäste auf unter 2.000 im Jahr 2020 gesunken.